# Église Saint-Germain de Bourgueil
L'église Saint-Germain est une église catholique située à Bourgueil, en France.

## Localisation
L'église est située dans le département français d'Indre-et-Loire, sur la commune de Bourgueil.

## Historique
L'église est mentionnée dès 1002 dans une bulle du pape Sylvestre II. Elle est consacrée en 1115. Au XIIIe siècle, le chœur a été reconstruit dans le style Plantagenêt.
Les vitraux sont l’œuvre de Julien-Léopold Lobin (peintre-verrier à Tours) à l'initiative du curé Louis Belliard de 1851 à 1860.
L’édifice est largement restauré en 1888, au niveau de la nef et du clocher, dont la flèche est partiellement démontée. En même temps, une seconde campagne de réalisation de vitraux qui est l’oeuvre de Lucien-Léopold Lobin voit le jour.
L'édifice est classé au titre des monuments historiques en 1908.

### Liens
- Ressources relatives à la religion :   - Clochers de France
  - GCatholic.org
- Ressource relative à l'architecture :   - Mérimée